# Réserve des gorilles de Tayna
La réserve des gorilles de Tayna (RGT) est une aire protégée de la république démocratique du Congo, avec le statut de réserve de communauté. Elle est située dans le centre du Nord-Kivu, et se partage entre les collectivités Bamate et Batangi dans le territoire de Lubero, sur une surface totale de 700 km2. En 2003, la RGT compte près de 450 gorilles.

## Histoire
La réserve de communauté est créée en 1998, à l’initiative de plusieurs personnes dont deux chefs coutumiers, les mwamis Mukosasenge et Stuka.